# Gerar
Pour l’article homonyme, voir Marcelle Gerar.
 (mars 2014).
Si vous disposez d'ouvrages ou d'articles de référence ou si vous connaissez des sites web de qualité traitant du thème abordé ici, merci de compléter l'article en donnant les références utiles à sa vérifiabilité et en les liant à la section « Notes et références ».
Le nahal Gerar est le principal affluent de la rivière Bésor. Il prend sa source à proximité du kiboutz Lahav. Son cours moyen et son cours inférieur font partie de deux réserves naturelles.